# Койманс (Нью-Йорк)
Койманс (англ. Coeymans) — місто (англ. town) в США, в окрузі Олбані штату Нью-Йорк. Населення — 7256 осіб (2020).

## Демографія
Згідно з переписом 2010 року, у місті мешкало 7418 осіб у 2992 домогосподарствах у складі 2000 родин. Було 3315 помешкань
Расовий склад населення:
| - 92,9 % — білих - 2,9 % — чорних або афроамериканців - 0,8 % — азіатів - 0,2 % — корінних американців - 1,1 % — осіб інших рас |

До двох чи більше рас належало 2,1 %. Частка іспаномовних становила 4,9 % від усіх жителів.
За віковим діапазоном населення розподілялося таким чином: 23,2 % — особи молодші 18 років, 64,0 % — особи у віці 18—64 років, 12,8 % — особи у віці 65 років та старші. Медіана віку мешканця становила 40,5 року. На 100 осіб жіночої статі у місті припадало 99,3 чоловіків;  на 100 жінок у віці від 18 років та старших — 96,8 чоловіків також старших 18 років.
Середній дохід на одне домашнє господарство  становив 70 187 доларів США (медіана — 60 812), а середній дохід на одну сім'ю — 79 948 доларів (медіана — 71 590). Медіана доходів становила 50 099 доларів для чоловіків та 41 532 долари для жінок. За межею бідності перебувало 7,9 % осіб, у тому числі 10,2 % дітей у віці до 18 років та 5,4 % осіб у віці 65 років та старших.
Цивільне працевлаштоване населення становило 3980 осіб. Основні галузі зайнятості: освіта, охорона здоров'я та соціальна допомога — 17,4 %, публічна адміністрація — 13,7 %, науковці, спеціалісти, менеджери — 11,7 %, роздрібна торгівля — 11,4 %.